# Lawrence Solomon
Lawrence Solomon (* 1948 in Bukarest, Rumänien) ist ein kanadischer Autor und Journalist. Er ist Klimaskeptiker und beschäftigt sich mit Energie- und Umweltthemen und der globalen Erwärmung. Solomon ist Gründer und Leiter von Energy Probe, einer energiepolitischen Organisation.
Solomon arbeitete als Journalist bei The Globe and Mail und der National Review Online, CBS News und dem Wall Street Journal. Energy Probe wird zu einem Gutteil über die Einnahmen aus einem 2004 von Salomon gestarteten Onlinevertrieb für verschiedene Kaffeesorten finanziert.

## Positionen
Solomon lehnt die Kernkraft aufgrund ihrer Kosten und Netzstruktur ab. Er gehört zu den Klimaskeptikern und hält viele umweltpolitische Maßnahmen für nicht gerechtfertigt.
Bekannt wurde er mit einer Serie von Artikeln und Kommentaren zu klimaskeptischen Wissenschaftlern, die er auch als Buch veröffentlichte. Rezensionen erschienen unter anderem in der Washington Times, der Vancouver Sun und anderen Zeitungen.
Solomon hat sich in etlichen Kommentaren kritisch mit der Umgangsweise der englischen Wikipedia zur Kontroverse um die globale Erwärmung auseinandergesetzt. Er behauptete u. a. auch, dass die Wikipedia politisch links steht und nannte als angebliches Beispiel dafür den Artikel der englischen Wikipedia über Intelligent Design.

## Veröffentlichungen
- The Conserver Solution (Doubleday, 1978 ISBN 978-0385145336)
- Energy shock: After the oil runs out (Doubleday, 1980 ISBN 978-0385171618)
- Breaking up Ontario Hydro's Monopoly (Energy Probe, 1982)
- Power at What Cost (Doubleday, 1984 ISBN 978-0919849037)
- In the Name of Progress (mit Patricia Adams) (Earthscan, 1992 ISBN 978-1853831218)
- Toronto Sprawls: A History (University of Toronto Press, 2007 ISBN 978-0772786180)
- The Deniers: The world-renowned scientists who stood up against global warming hysteria, political persecution, and fraud (Richard Vigilante Books, 2008 ISBN 978-0980076318)